# Grand (álbum de Matt & Kim)
Grand es el segundo álbum de la banda de Brooklyn Matt & Kim, grabado en Vermont, en la casa dónde Matt creció.  Fue lanzado el 20 de enero de 2009, en el sello Fader. El álbum fue nombrado después de Grand Street dónde el dúo estuvo en vivo.

## Lista de canciones
1. "Daylight" – 2:51
2. "Cutdown" – 2:52
3. "Good Ol' Fashion Nightmare" – 3:30
4. "Spare Change" – 1:14
5. "I Wanna" – 1:38
6. "Lessons Learned" – 3:36
7. "Don't Slow Down" – 3:08
8. "Turn This Boat Around" – 2:10
9. "Cinders" – 1:47
10. "I'll Take Us Home" – 3:27
11. "Daylight Outro Mix" – 3:11

## Críticas
Kevin O'Donnell de Rolling Stone comentó en el estilo frenético de la grabación del dúo, y llamó los resultados "estimulantes", luego le preguntaron, "¿Qué le falta?" Él respondió: "Melodías asesinadas para dar un cierto peso a sus movimientos artísticos." Billboard dijo que "aunque Grand es un poco rebajado de los primers álbumes de Matt & Kim, mantiene la energía y la actitud despreocupada que atrapó la atención de las personas en primer lugar."

## Vídeo musical
Un vídeo musical fue hecho para las canciones "Lessons Learned" y "Daylight". Recientemente, la canción exitosa de la banda "Daylight" fue presentada en comerciales para Bacardi, The Sims 3, Mars y la película Going the Distance. También fue presentada en el videojuego de fútbol FIFA 10, como también en el show de NBC, Community. Además, "Good Ol' Fashion Nightmare' es presentada en la previa de Community.
Su canción "Don't Slow Down" fue usada en el show Gossip Girl y el show de televisión Degrassi.
"Lessons Learned" ganó un premio en MTV Video Music Awards en el 2009.